# فرنی آرمسترانگ
فرنی آرمسترانگ (متولد ۳ فوریه ۱۹۷۲)   یک کارگردان مستند بریتانیایی است که برای شرکت خودش، اسپنر فیلمز ، کار می‌کند و قبلاً نوازنده درام گروه ایندی پاپ «بند آو هولی جوی» بوده است. 
او بیشتر به خاطر فیلم عصر حماقت شناخته می‌شود.